# Wolfram (Weißenburg)
Wolfram († 11. Juli 1224) war Abt des Klosters Weißenburg und des Klosters Hornbach.

## Biografie
Wie bei vielen Personen des Hochmittelalters sind Geburtsjahr und Herkunft unbekannt. Der Beginn seiner Amtszeit in Weißenburg beruht auf einer Berechnung. Die älteste erhaltene Erwähnung in einer Urkunde, die ihn bezeugt, stammt von 1202. Von 1211 bis 1219 war er zusätzlich auch Abt von Hornbach. Was zur Aufgabe dieses Amtes 1219 führte, ist nicht bekannt, als Abt von Weißenburg amtierte er weiter.
Zahlreich sind seine Aufenthalte am Königshof, wo er auch immer wieder als Urkundenzeuge auftrat. Belegt sind Aufenthalte in Speyer 1208 bei Otto IV. und 1209 auf einem Hoftag in Würzburg, 1212 hält er sich bei Friedrich II. in Basel, 1213 in Konstanz und 1214 in Augsburg auf. Dann tritt eine fünfjährige Lücke ein. 1219 und 1220 ist er wieder Zeuge kaiserlicher Urkunden, diesmal in Hagenau. Diese Lücke kann sich daraus erklären, dass er sich in einer jahrelangen Auseinandersetzung mit dem Speyerer Bischof, Konrad III., befand, der versuchte, das Kloster Weißenburg zu mediatisieren und sich zu unterwerfen. Da Bischof Konrad III. zugleich Kanzler des Kaisers war, legte er fest, wer die kaiserlichen Urkunden unterschrieb und konnte so Wolfram ausschließen.
Die Identität Wolframs mit einem gleichnamigen Abt des Klosters Limburg, der 1207 bezeugt ist, kann weder ausgeschlossen noch bewiesen werden.